# Список правителей Яшчилана
В список включены все правители Яшчилана, столицы государства Пачан.
Яшчилан (от юк. Yaxchilán — букв. «зелёные камни») представляет собой городище классического периода, находится в западной части области майя, в среднем течении реки Усумасинты. Городище известно своими каменными притолоками, содержащими сцены военных побед и различных церемоний. Самые ранние следы поселения на месте Яшчилана относятся к III — I вв. до н. э.
Первым известным правителем был Йопаат-Балам I, правивший в IV веке н. э., последним — Кинич-Татбу-Холь III, правивший в IX веке. За всю историю Яшчилана известно две правивших подряд династии: династия «Божественных царей Пачана», основанная Йопаат-Баламом I, и династия «Божественных царей Пачана и Каха», появившаяся после захвата Пачаном соседнего царства Ках. Максимального влияния город достиг при правлении царя по имени Ицамнах-Балам III, который умер в возрасте 62 лет в 742 году.

## Легенда
В основе списка лежит статья Д. Д. Беляева и А. В. Сафронова «Правители Яшчилана», а также книга Саймона Мартина и Николая Грубе «Chronicle of the Maya Kings and Queens: Deciphering the Dynasties of the Ancient Maya». Список разделен на два раздела по правящим династиям: «Божественные цари Пачана» и «Божественные цари Пачана и Каха». Элементы списка в разделах приведены в порядке очерёдности правления.
- Имя — транскрипция имени.
- Имя на русском — дословный перевод имени на русский язык.
- Годы правления — годы начала и завершения правления. В статье Беляева/Сафронова и книге Мартина/Грубе годы правления разные, поэтому, в списке указаны обе хронологии (в варианте «хронология по Мартину и Грубе(перенос строки)Хронология по Беляеву и Сафронову»). Если годы правления в обоих источниках совпадают, то две одинаковые хронологии не пишутся. Значение сокращений и символов вокруг дат:

ок. — около.
> — и далее.
- — до.
- Комментарии — основные события, происходившие во время правления.

## «Божественные цари Пачана»
В 307 году Йопаат-Балам I основал местную правящую династию. Дальнейший список правителей основан на статье Д. Д. Беляева и А. В. Сафронова «Правители Яшчилана», кроме первого варианта дат правления, основанного на книге Мартина и Грубе.
| Имя                 | Имя на русском        | Годы правления (по Мартину и Грубе) | Годы правления (по Беляеву и Сафронову) | Комментарии |
| ------------------- | --------------------- | ----------------------------------- | --------------------------------------- | --- |
| Йопаат-Балам I      | «Бог Дождя-Ягуар»     | 359—?                               | 307—?                                   | Основатель династии. О происхождении Йопаат-Балама I сведений не сохранилось. История его правления известна только из более поздних надписей. |
| Ицамнах-Балам I     | «Бог Ицамнах-Ягуар»   | Нет данных.                         | ?—326                                   | Сведений о правлении не сохранилось. |
| Яшун-Балам I        | «Птица-Ягуар»         | 378—389                             | 326—369                                 | Сведений о правлении не сохранилось. В 327 году вёл войну. |
| Яш-Шукуб-Холь       | «Новый Рогатый Череп» | 389—ок.402                          | 369—376                                 | Сведений о правлении не сохранилось. В 370 году вёл войну. |
| «5-й царь»          | —                     | ок.402—?                            | 376—?                                   | Сведений о правлении не сохранилось. В 378 году вёл войну. |
| Кинич-Татбу-Холь I  | «Опаляющий … Череп»   | Нет данных.                         | ?—423                                   | Война с царством Аке, закончившаяся победой Пачана. |
| Хацом-Холь          | «Череп-Копьеметатель» | -454—467                            | 423—454>                                | Война с царством Йокиб (столица — Пьедрас-Неграс), расположенным вниз по реке Усумасинте, закончившаяся пленением йокибского царя. |
| Яшун-Балам II       | «Птица-Ягуар»         | 467—?                               | 454>—499                                | Война с царством Йокиб, закончившаяся пленением йокибского военачальника. |
| Хой-Балам I         | «Связанный Ягуар»     | -508—ок.518                         | 499—526                                 | Войны с царствами Аке, Йокиб и Мутуль (столица — Тикаль). В 514 году Хой-Балам I проигрывает войну Йокибу. |
| Кинич-Татбу-Холь II | «Опаляющий … Череп»   | 526—537>                            | 526—537>                                | После поражения от Йокиба Кинич-Татбу-Холь II становится союзником Мутульского царства, с которым он ранее воевал. Война с царством Кануль (столица — Калакмуль).                                                                                                 |
| Хой-Балам II        | «Связанный Ягуар»     | >564>                               | 537>—564>                               | Война с царством Шукальнах, завершившаяся победой Яшчилана. |
| 2 неизвестных царя  | —                     | Нет данных.                         | 564>—ок.599                             | Пачан впал в зависимость от Йокиба. |
| Ицамнах-Балам II    | «Бог Ицамнах-Ягуар»   | С 599                               | ок.599—ок.611                           | В 610 году Ицамнах-Балам II принял у себя царя Шукальнаха Ах-Холь-Наля, бежавшего от междоусобной борьбы. В 611 году Ицамнах-Балам II поддерживает Ах-Холь-Наля в борьбе против Ах-Кан-Тока (ставшего правителем Шукальнаха) и он вновь занимает трон Шукальнаха. |

## «Божественные цари Пачана и Каха»
В VII веке цари Пачана присоединили соседнее царство Ках. С этого времени они носят два титула — кухуль-Пачан-ахав кухуль-Ках-ахав («Божественный царь Пачана, божественный царь Каха»). Дальнейший список правителей основан на статье Д. Д. Беляева и А. В. Сафронова «Правители Яшчилана», кроме первого варианта дат правления, основанного на книге Мартина и Грубе.
| Имя                  | Имя на русском      | Годы правления (по Мартину и Грубе) | Годы правления (по Беляеву и Сафронову) | Комментарии |
| -------------------- | ------------------- | ----------------------------------- | --------------------------------------- | --- |
| Яшун-Балам III       | «Птица-Ягуар»       | 629—669>                            | 628—681                                 | Первый известный правитель объединённого царства Пачан и Ках.                                                                              |
| Ицамнах-Балам III    | «Бог Ицамнах-Ягуар» | 681—742                             | 681—742                                 | Ицамнах-Балам III начинает войну за независимость от Йокиба в союзе с царством Баакуль (со столицей в Паленке), но терпит поражение.       |
| Йопаат-Балам II      | «Бог Дождя-Ягуар»   | ок.749                              | 742—?                                   | Война с Южным Мутулем (со столицей в Дос-Пиласе), закончившаяся разгромом Пачана.                                                          |
| Яшун-Балам IV        | «Птица-Ягуар»       | 752—768                             | 752—771                                 | Младший сын (подвергнуто сомнению частью ученых) Ицамнах-Балама III, возможно захватил трон.                                               |
| Ицамнах-Балам IV     | «Бог Ицамнах-Ягуар» | 769—800+                            | 771—800>                                | Пачан побеждает в войне царства Ик' (столица — Мотуль-де-Сан-Хосе), Лакамтун, Хишвиц и Ман (столица — Ла-Флорида). Война с царством Сакци. |
| Кинич-Татбу-Холь III | «Опаляющий … Череп» | ок.808                              | 800>—808>                               | Война с царством Йокиб, закончившаяся победой Яшчилана. В начале IX века город был сожжен врагами.                                         |

### Галерея портретов царей
- Ицамнах-Балам II и его жена, Иш-Каб аль-Шоок. Изображение на Перемычке 24 в Яшчилане.
- Изображение Яшун-Балама IV с рабом на перемычке 16 из Яшчилана

Через небольшое время после захвата Йокиба, Яшчилан был сам разрушен в результате нападения неизвестного противника, что положило конец Пачанскому царству. В результате археологических раскопок на Южном акрополе Яшчилана было обнаружено большое количество каменных наконечников дротиков, которые находились на лестницах и в дверных проемах. Это может свидетельствовать о серьезной битве, проходившей при последней обороне царского дворца.